# George Labouchere
Sir George Peter Labouchere, GBE, KCMG (* 2. Dezember 1905 in London; † 14. Juni 1999 in Dudmaston Hall, Severn Valley, Shropshire) war ein britischer Diplomat, der unter anderem zwischen 1953 und 1955 Gesandter in Ungarn, von 1955 bis 1960 Botschafter in Belgien sowie zwischen 1960 und 1965 Botschafter in Spanien war.

## Leben

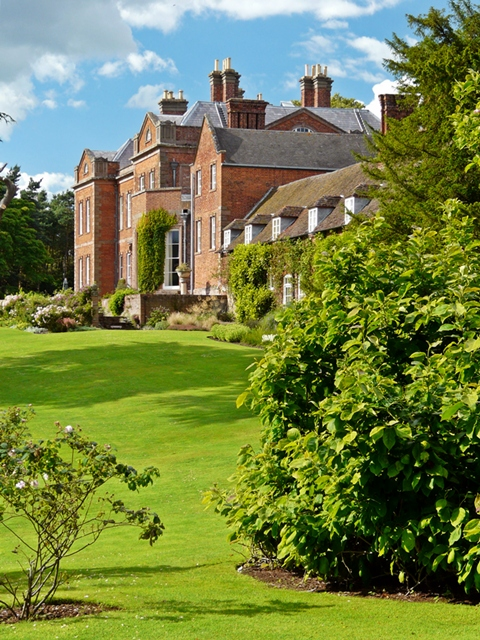
Dudmaston Hall in Severn Valley, Shropshire, war der Wohnsitz von Sir George Labouchere.

George Peter Labouchere war der Sohn von Francis Anthony Labouchere und dessen Ehefrau Evelyn Mary Caroline Lilah Stirling, eine Tochter des Offiziers Sir Walter George Stirling, 3. Baronet (1839–1934). Seine Schwester Lilah Helen Suzanne Labouchere († 1987) war die Ehefrau des Offiziers und Oberhausmitglieds Ailwyn Edward Fellowes, 3. Baron de Ramsey of Ramsey Abbey (1910–1993). Nachdem er die traditionsreiche, elitäre 1611 gegründete Charterhouse School besucht hatte, absolvierte er ein Studium an der Sorbonne, der Universität von Paris. Am 21. November 1929 trat er als Dritter Sekretär (Third Secretary) in den Diplomatischen Dienst (Diplomatic Service) des Außenministeriums (Foreign Office) ein. Während seiner darauf folgenden Verwendungen wurde er am 21. November 1934 zum Zweiten Sekretär (Second Secretary) sowie am 1. Dezember 1940 zum kommissarischen Ersten Sekretär (Acting First Secretary) befördert.
Labouchere war zwischen 1946 und 1948 Botschaftsrat (Counsellor) an der Botschaft in der Republik China sowie im Anschluss von 1948 bis 1950 Botschaftsrat an der Botschaft in Argentinien, wo am 6. Dezember 1948 seine Beförderung zum diplomatischen Beamten des sechsten Grades (Officer of His Majesty's Foreign Service, Sixth Grade) rückwirkend zum 23. Juli 1946 erfolgte. Am 28. August 1950 erfolgte mit Wirkung zum 1. Juni 1950 seine Beförderung zum diplomatischen Beamten des fünften Grades, woraufhin er zwischen 1950 und 1951 Botschaftsrat und stellvertretender Kommissar an der Gesandtschaft in Österreich war. Für seine Verdienste wurde er zum 1. Januar 1951 Companion des Order of St Michael and St George (CMG) und fungierte im Anschluss von 1951 bis 1953 als Gesandter an der wieder zur Botschaft erhobenen diplomatischen Vertretung in Österreich.
Am 29. Juli 1953 wurde George Labouchere als Nachfolger von Robert Hankey Gesandter in Ungarn und verblieb auf diesem Posten bis 1955, woraufhin Sir Leslie Fry ihn ablöste. Für seine Verdienste wurde er zum 28. Juli 1955 als Knight Commander des Order of St Michael and St George (KCMG) nobilitiert, wodurch er fortan den Namenszusatz „Sir“ führte. Er übernahm am 20. Oktober 1955 von Sir Christopher Warner das Amt als Botschafter in Belgien und bekleidete dieses bis zu seiner Ablösung durch Sir John Walter Nicholls 1960.
Zuletzt löste Sir George Labouchere 1960 Sir Ivo Mallet als Botschafter in Spanien ab und behielt dieses Amt bis zu seinem Eintritt in den Ruhestand 1965, woraufhin Sir Alan Meredith Williams seine dortige Nachfolge antrat. Aufgrund seiner langjährigen Verdienste wurde er zum 13. Juni 1964 auch zum Knight Grand Cross des Order of the British Empire (GBE) erhoben. Er heiratete am 10. Mai 1943 Rachel Katharine Hamilton-Russell (1908–1996), Tochter von Eustace Scott Hamilton-Russell (1878–1962) und dessen Ehefrau Olive Mary Wolryche-Whitmore (1879–1971) sowie Enkelin von Gustavus Hamilton-Russell, 8. Viscount Boyne (1830–1907).